# 一曼街
一曼街是黑龙江省哈尔滨市南岗区的一条马路。道路地势东高西低，地势最低点位于与月牙街交界处。

## 历史
1921年，道路通车，称山街（俄语：Нагорный Проспект）。1946年7月7日，为纪念抗日将领赵一曼而更改街路名称。同日，改为一曼街。
为改善一曼街拥堵问题，2008年7月30日起，一曼街自景阳街至公安街段开始单向通行。

## 沿线设施
(由西至东)
- 哈尔滨广播电视大学
- 哈尔滨市第三中学
- 哈尔滨市继红小学
- 赵一曼纪念碑
- 东北烈士纪念馆
- 哈尔滨医科大学附属第一医院
- 桃源大厦
- 哈尔滨卷烟厂
- 哈尔滨市第124中学